# Quận Montgomery, Maryland
Quận Montgomery là một quận của tiểu bang Maryland, tọa lạc ở ngay phía bắc thủ đô Washington, D.C., và tây nam thành phố Baltimore. Thủ phủ quận đóng ở Rockville. Quận có tổng diện tích 1313 km2, trong đó diện tích đất là 1285  km², diện tích mặt nước là 31  km². Dân số quận theo điều tra năm 2010 là 971.777 người. Đây là một trong những quận giàu có nhất tại Hoa Kỳ, và có tỷ lệ cao nhất (29,2%) của các cư dân trên 25 tuổi người có trình độ sau đại học. Quận lỵ và khu đô thị lớn nhất là Rockville, mặc dù khu vực chỉ định điều tra dân số Germantown là đông dân hơnGermantown đông dân hơn..
Tính đến năm 2008, Montgomery County là quận giàu thứ hai về thu nhập bình quân đầu người ở tiểu bang Maryland. Năm 2011, quận có thu nhập đầu người cao thứ 10 tại Hoa Kỳ, với thu nhập hộ gia đình trung bình 92.213 USD.
Phần lớn dân cư của quận sinh sống ở các khu vực chưa hợp nhất, trong đó khu vực chưa hợp nhất đông dân nhất là Silver Spring, Germantown và Bethesda, dù các thành phố chưa hợp nhất Rockville và Gaithersburg cũng là các trung tâm dân số lớn. Cả hai thành phố đều thuộc vùng đô thị Washington và vùng đô thị Baltimore-Washington.

## Giáo dục
- Khu học chánh quận Montgomery